# Лёбель, Иоганн-Вильгельм
Иоганн-Вильгельм Лёбель (нем. Johann Wilhelm Löbell; 15 сентября 1786, Берлин — 12 июля 1863, Бонн) — немецкий историк, педагог, профессор, ректор Боннского университета (1848—1849), член-корреспондент Прусской академии наук (с 1846).

## Биография
Еврейского происхождения. После окончания гимназии, поступил учеником в один из берлинских банков. Затем изучал классическую античную литературу и историю в университетах Гейдельберга и Берлина. Слушал лекции Ф. А. Вольфа и А. Бёка.
Вопреки воле своей матери, которая хотела, чтобы он стал бизнесменом, Лёбель занялся научной деятельностью.
Во время войны против Наполеона в 1812—1814 годах добровольцем служил в ландвере.
В 1818 году Лёбель переехал в Бреслау, где работал частным учителем, преподавал историю в местной военной школе. Подружился с историками Ф. фон Раумером и Х. Стеффенсом.
В 1823 году он стал преподавателем в берлинской кадетской школе.
Читал лекции в университетах Бреслау, Берлина и Бонна.
В 1829 году — экстраординарный профессор истории в Боннском университете, в 1831 году стал ординарным профессором. В 1848/49 — ректор Боннского университета.
В 1846 году был принят в члены-корреспонденты Прусской академии наук.

## Избранные труды
- «Gregor von Tours und seine Zeit» (Лейпциг, 1839, 2 изд. 1869);
- «Weltgeschichte» (1836-38);
- «Weltgeschichte in Umrissen und Ausführungen» (т. I, Лейпциг, 1846);
- «Die Entwicklung der deutschen Poesie von Klopstocks erstem Auftreten bis zu Goethes Tode» (Брауншвейг, 1856—65);
- «Historische Briefe» (1861).